# زبان‌های نوستراتیک
نوستراتیک یک کلان‌خانوادهٔ زبانی فرضی و بحث‌برانگیز و مردود است که بسیاری از خانواده‌های زبانی اوراسیا را دربرمی‌گیرد، هرچند ترکیب و ساختار آن در میان هوادارانش متغیر است. این کلان‌خانواده عموماً شامل این خانواده‌های زبانی دانسته می‌شود: کارتولی و اورالی؛ برخی زبان‌ها از خانوادهٔ بحث‌برانگیز آلتایی؛ آفروآسیایی که در شمال آفریقا، شاخ آفریقا، شبه‌جزیره عربستان و خاور نزدیک صحبت می‌شوند؛ زبان‌های دراویدی در شبه‌قاره هند (همچنین گاهی خانوادهٔ ایلامی-دراویدی که هند را به فلات ایران متصل می‌کند).
نیای فرضی خانوادهٔ زبانی نوستراتیک، پیش-نوستراتیک (یا نوستراتیک مادر) نامیده می‌شود. پیش-نوستراتیک بین ۱۲۰۰۰ تا ۱۵۰۰۰ سال پیش از میلاد و در دوران میان‌سنگی، نزدیک به آخرین عصر یخبندان صحبت می‌شده‌است.